# Giovanni Ludovico della Rovere
Giovanni Ludovico della Rovere (Vinovo, ... – Roma, 1510) è stato un vescovo cattolico italiano.

## Biografia
Discendente di una delle più illustri famiglie della nobiltà piemontese e italiana, ebbe un'educazione colta e incentrata verso la carriera ecclesiastica. Figlio di Giacomo della Rovere di Vinovo, fratello di Giovanni conte di Vinovio, aveva quindi come cugino Cristoforo della Rovere e Domenico della Rovere, quest’ultimo già cardinale di San Clemente e vescovo di Torino, Giovanni Ludovico fu chiamato ad assistere la carica vescovile della città subalpina nel 1497, succedendo poi allo zio nel 1501, in seguito alla sua morte.
Di animo prodigo, professò con determinazione il suo ruolo, convocando già nel 1501 un sinodo della città e incaricandosi di persona di visitare le valli montane abitate da popolazioni eretiche, i valdesi.
Tra le sue azioni più significative, l'elezione del nipote Giovanni Francesco della Rovere come suo coadiutore, in qualità prima di prevosto della cattedrale, poi di vicario vescovile. Sia per confermare questa promozione, sia per avvalorare i suoi diritti sull'abate di San Mauro, che pretendeva di staccarsi dalla diocesi torinese, nel 1505 il vescovo si diresse a Roma, ove rimase per vari anni, lasciando nel frattempo al vescovo titolare di Laodicea di Siria l'incarico di consacrare il duomo di Torino, appena terminato. Nell'agosto 1510 si spense nella capitale pontificia: i suoi resti, come da testamento, furono tumulati a Torino.